# 3001 Мікеланджело
3001 Мікеланджело (3001 Michelangelo) — астероїд головного поясу, відкритий 24 січня 1982 року.
Тіссеранів параметр щодо Юпітера — 3,482.
Названо на честь Мікеланджело Буонарроті, (1475–1564), італійського скульптора, художника, архітектора, поета і інженера.